# Weitesfeld
Weitesfeld ist ein Ortsteil der Stadt Eisfeld im Landkreis Hildburghausen in Thüringen.

## Lage
Weitesfeld liegt östlich von Sachsenbrunn an der Kreisstraße 520 im südlichen Vorgebirgsland des Thüringer Schiefergebirges.

## Geschichte
Weitesfeld wurde erstmals 1341 urkundlich erwähnt.
Weitesfeld war 1629 von Hexenverfolgung betroffen. Michel Morgenroth geriet in einen Hexenprozess und wurde verbrannt.
Am 1. Juli 1950 wurden die Gemeinden Tossenthal und Weitesfeld zur neuen Gemeinde Weitesthal zusammengeschlossen. Diese wurde am 1. April 1974 in die Gemeinde Sachsenbrunn eingegliedert, die wiederum zum 1. Januar 2019 nach Eisfeld eingemeindet wurde.
29 Personen lebten 2023 im weilerartigen Dorf.

## Dialekt
In Weitesfeld wird Itzgründisch, ein mainfränkischer Dialekt, gesprochen.